# Mezinárodní svaz architektů
Mezinárodní svaz architektů (UIA, fran. Union internationale des Architectes, ang. The International Union of Architects) je mezinárodní organizací architektů (ve skutečnosti celosvětová organizace národních organizací architektů) založená roku 1948. Sdružuje tzv. nevládní organizace architektů, jako svazy, obce (za ČR Obec architektů), někdy komory nebo jiné pospolitosti ze 124 států. UIA sídlí v Paříži. UIA je mezinárodní nevládní organizace uznaná UNESCO jako jediná architektonická unie působící na mezinárodní úrovni.

## Historie
UIA byla založena 21. června 1948 zástupci 27 států v Lausanne ve Švýcarsku.
Česká republika (tehdy Svaz architektů) byla mezi zakládajícími státy. UIA byla při svém založení organizací pod silným frankofonním a také sovětským vlivem. Od roku 1961 udílí architektům světového významu, nebo za použití moderních technologií Cenu Augusta Perreta.

## Struktura
Činnost UIA je od počátku rozdělena do pěti geografických regionů podle kontinentů, s jednou výjimkou:
- I: Evropa (západní Evropa)
- II: státy bývalého Sovětského svazu, jeho satelity a státy předního východu
- III: Severní a jižní Amerika
- IV: Asie a Oceánie
- V: Afrika

Česká republika připadla a stále náleží do regionu II. Českou republiku reprezentuje jí Obec architektů a disponuje 1 hlasem.
UIA sama deklaruje, že sdružuje ve 124 zemích (a "teritoriích") celkem 1,3 milionů členů.

Prostřednictvím svých tříletých kongresů a fór, mezinárodních soutěží, pracovních skupin a  komisí působí UIA jako platforma pro sdílení znalostí, pomáhá vytvářet inovativní, společná řešení pro architektonický pokrok se zvláštním zaměřením na udržitelný rozvoj.

## Prezidenti
- Sir Patrick Abercrombie, United Kingdom (1948-1953)
- Jean Tschumi, Switzerland (1953-1957)
- Hector Mardones Restat, Chile (1957-1961)
- Sir Robert Matthews, United Kingdom (1961-1965)
- Eugene Beaudouin, France (1965-1969)
- Ramon Corona Martin, Mexico (1969-1972)
- Georgui Orlov, USSR (1972-1975)
- Jai Rattan Bhalla, India (1975-1978)
- Louis De Moll, USA (1978-1981)
- Rafael De La Hoz, Spain (1981-1985)
- Georgi Stoilov, Bulgaria (1985-1987)
- Rod Hackney, United Kingdom (1987-1990)
- Olufemi Majekodunmi, Nigeria (1990-1993)
- Jaime Duro, Spain (1993-1996)
- Sara Topelson, Mexico (1996-1999)
- Vassilis Sgoutas, Greece (1999-2002)
- Jaime Lerner, Brazil (2002-2005)
- Gaetan Siew, Mauritius (2005-2008)
- Louise Cox, Australia (2008-2011)
- Albert Dubler, France (2011-2014) - zvolen na zářijovém (2011) kongresu v Tokiu
- Esa Mohamed, Malaysia (2014-2017)
- Thomas Vonier, USA (2017-2021)
- José Luis Cortés, Mexico (2021-2023)

## Kongresy
V roce 1967 se světový kongres konal v Praze a tehdy byl také za geografický region II zvolen Vladimír Machonin.
V roce 2023 se bude konat kongres v Kodani v Dánsku.
Následně pak v Barceloně ve Španělsku.